# Francisco Diago
Francisco Diago (Viver, 1562-Valencia, 23 de mayo de 1615) historiador y religioso español de los siglos XVI-XVII. 

## Biografía
Francisco Diago nació en Viver (Castellón) en 1562. Obtuvo el doctorado y la cátedra de teología. Llevó a cabo diferentes estudios de carácter histórico que dieron lugar a un número importante de publicaciones, entre las que cabe destacar las siguientes: Historia de la vida y milagros, muerte y discípulos de San Vicente Ferrer (1600); Historias de los victoriosísimos, antiguos Condes de Barcelona (1603); Anales del Reyno de Valencia (1613). 
Falleció en Valencia el 23 de mayo de 1615 a la edad de 53 años, habiendo sido nombrado por Felipe III, un año antes, cronista mayor de la Corona de Aragón.